# Свєтлогорськ-на-Березині
Свєтлогóрськ-на-Березині (біл. Светлаго́рск-на-Бярэзіне, до 1961 — Шатілки, біл. Шацілкі) — проміжна залізнична станція Гомельського відділення Білоруської залізниці на лінії Жлобин — Калинковичі. Розташована в місті Світлогорськ на річці Березина Гомельської області.

## Історія
Початок розвитку залізниці на цьому місці розпочався у 1912 році, коли була побудована дільниця Жлобин — Калинковичі (частина магістральної лінії Санкт-Петербург — Одеса). Сама станція виникла лише 1915 року під назвою Шатілки, на честь однойменного містечка.
24 грудня 1943 року, під час Другої світової війни, на станції між 616-м стрілецьким полком Річицької стрілецької дивізії та німецькими окупантами відбувся бій, в якому було знищено 24 німецьких танків.
У 1950-х роках, з початком будівництва Василевіцької ДРЕС, а потім ряду великих підприємств («Хімволокно», «Целюлозно-картонний завод»), а з 30 грудня 1956 року містечко Шатілки стає селищем міського типу, яке з 29 липня 1961 року отримало статус міста і перейменовано на Світлогорськ, а незабаром також станція отримала сучасну назву — Свєтлогорськ-на-Березині. На підприємствах побудовано промислове тупикове відгалуження з двома станціями «Корд» та «ДРЕС», а також розвинена мережа під'їзних колій.
1975 року побудована друга (острівна) пасажирська платформа.
На початку 2020 року розпочалися роботи з електрифікації дільниці Жлобин — Калинковичі.
21 червня 2020 року введена в експлуатацію перша черга електрифікованої дільниці Жлобин — Свєтлогорськ-на-Березині (завдожки 37 км). Також продовжені планові роботи на станціях і перегонах дільниць Свєтлогорськ-на-Березині — Калинковичі — Барбарів з реконструкції мереж електропостачання, будівництва мереж зв'язку та дистанційного керування пристроями технологічного електропостачання, будівництво двох тягових підстанцій, в ході яких завершено встановлення опор контактної мережі на ділянці Калинковичі — Барбарів.
27 грудня 2021 року Білоруська залізниця, завдяки електрифікації другої черги дільниці Свєтлогорськ-на-Березині — Калинковичі, відкрила рух електропоїздів за маршрутом Мінськ — Калинковичі.
До станції Барбарів заплановано відкриття руху поїздів на електротязі у першому півріччі 2022 року, що сприяє зниженню викидів забруднюючих речовин в атмосферу на 900 тонн на рік. Також електрифікація сприятиме скороченню експлуатаційних витрат на інфраструктуру і тяговий рухомий склад, і перш за все скорочення витрат на придбання дизельного палива.

## Пасажирське сполучення
На станції зупиняються поїзди далекого та приміського сполучення.
| Рух поїздів по станції Свєтлогорськ-на-Березині |                                   |                                |
| №                                               | Маршрут сполучення                | Примітки                       |
| Далеке сполучення                               |                                   |                                |
| 31/32 «Чотири столиці»                          | Київ — Рига                       | Скасований з березня 2020 року |
| 361/362                                         | Санкт-Петербург — Кишинів         | Скасований з березня 2020 року |
| 601/602                                         | Полоцьк — Гомель                  |                                |
| 605/606                                         | Берестя — Вітебськ                |                                |
| 621/622                                         | Гомель — Мінськ                   |                                |
| 639/640                                         | Мінськ — Козенки                  |                                |
| 669/670                                         | Гомель — Мінськ                   |                                |
| 753/754                                         | Мінськ — Свєтлогорськ-на-Березині |                                |
| 755/756                                         | Мінськ — Свєтлогорськ-на-Березині |                                |
| 874/873                                         | Мінськ — Калинковичі              | Призначений з 27 грудня 2021   |
| 876/875                                         | Мінськ — Калинковичі              | Призначений з 28 грудня 2021   |
| Приміське сполучення                            |                                   |                                |
|                                                 | Гомель — Свєтлогорськ-на-Березині |                                |
|                                                 | Жлобин — Свєтлогорськ-на-Березині |                                |
|                                                 | Жлобин — Калинковичі              |                                |

З 21 червня 2020 року для мешканців Свєтлогорська надана можливість щоденного проїзду у ранковий та вечірній час до столиці Білорусі та зворотно на комфортабельних електропоїздах. Для організації пасажирського сполучення, що з'єднує Свєтлогорськ зі Жлобином та Мінськом, розроблений графік руху поїздів регіональних ліній бізнес-класу. Перевезення здійснюється сучасними складами європейського рівня ЕПр.
З метою зміцнення транспортних зв'язків у Гомельському регіоні, з 21 червня 2020 року додатково призначено курсування двох пар поїздів регіональних ліній економ-класу (складами електропоїздів ЕР9) за маршрутом Гомель — Свєтлогорськ-на-Березині — Гомель.
З 28 грудня 2021 року розпочато регулярний рух поїздів регіональних ліній бізнес-класу (ЕПр) № 874/873 та № 876/875 сполученням Мінськ — Калинковичі — Мінськ.

## Галерея

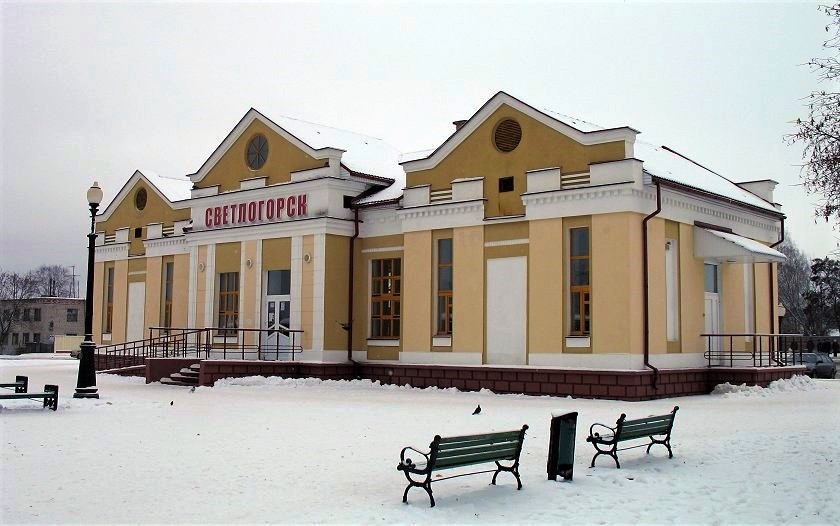
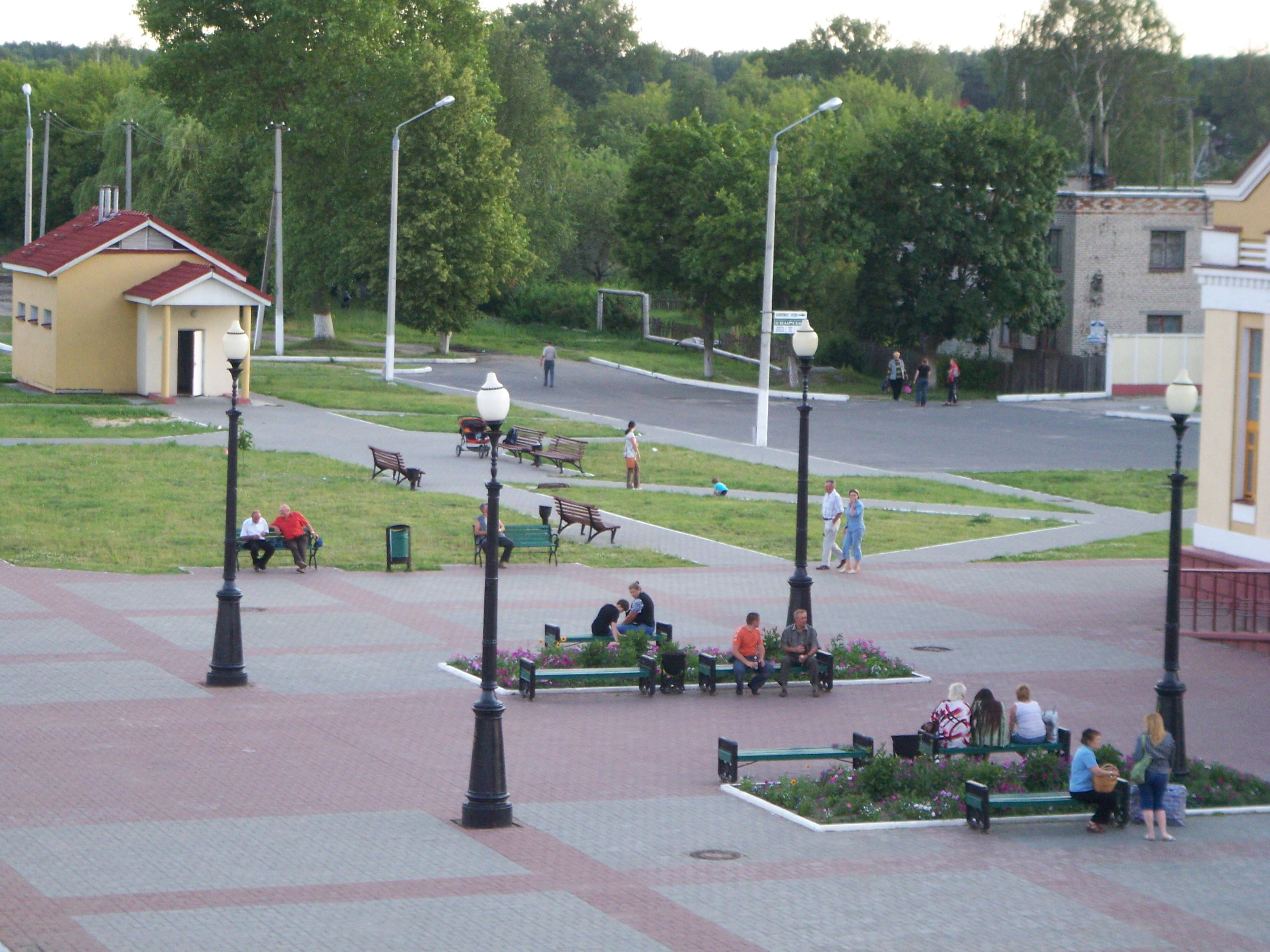
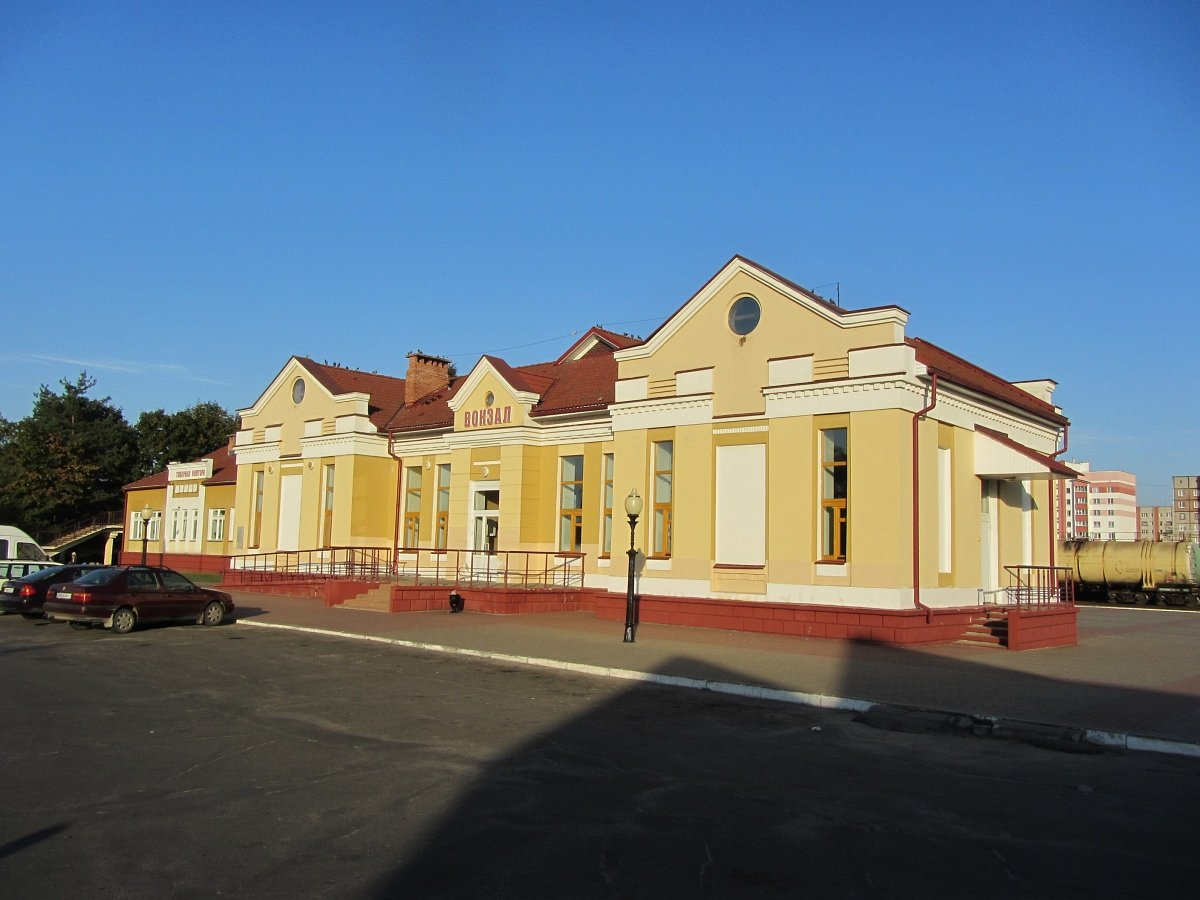

## Міський транспорт
Залізничний вокзал є кінцевою зупинкою для автобусних маршрутів № 1, 8, 10 та проміжною зупинкою для автобусних маршрутів № 1А, 2, 4, 4А, 8А, 11, 12, 13, 16.